# Peixinho (carne bovina)
|  |

| Animal (kg) | Arroba (@) | Média (kg) |
| 160         | 10         |            |
| 190         | 12         |            |
| 220         | 14         |            |
| 250         | 16         |            |

O peixinho, também conhecido por ganso redondo, é um tipo de corte da carne bovina. Está localizado na parte dianteira do animal.

## Informação nutricional
| Valor calórico     | 129,97 kcal | 5%  |
| Carboidratos       | 0,01 g      | 0%  |
| Proteínas          | 22,11 g     | 44% |
| Gorduras totais    | 4,61 g      | 5%  |
| Gorduras saturadas | 1,80 g      | 7%  |
| Colesterol         | 46,35 mg    | 15% |
| Fibras             | 0 g         | 0%  |
| Cálcio             | 13,37 mg    | 2%  |
| Ferro              | 1,82 mg     | 13% |
| Sódio              | 60,76 mg    | 3%  |

Obs.: Valores diários em referência com base em uma dieta de 2.500 calorias por porção de 100g com referência para animais do Brasil.